# Reserva nacional Malalcahuello
La Reserva Nacional Malalcahuello (en mapudungun, corral de caballos) es una área silvestre  chilena en la Región de la Araucanía, se ubica en las comunas de Lonquimay y Curacautín a 120 km de Temuco.
El relieve de esta reserva ha sido marcado fuertemente por la actividad volcánica y glaciar, el principal accidente geográfico de la zona es el volcán Lonquimay y además destaca el cráter Navidad que terminó su último proceso eruptivo el verano de 1990, por lo cual existen escoriales volcánicos recientes.
El clima de la zona se describe como templado cálido con precipitaciones medias anuales de 2500 mm a 3000 mm aproximadamente. En algunos sectores debido a la gran altitud el clima es mucho más frío por lo cual se produce gran acumulación de nieve durante el invierno.

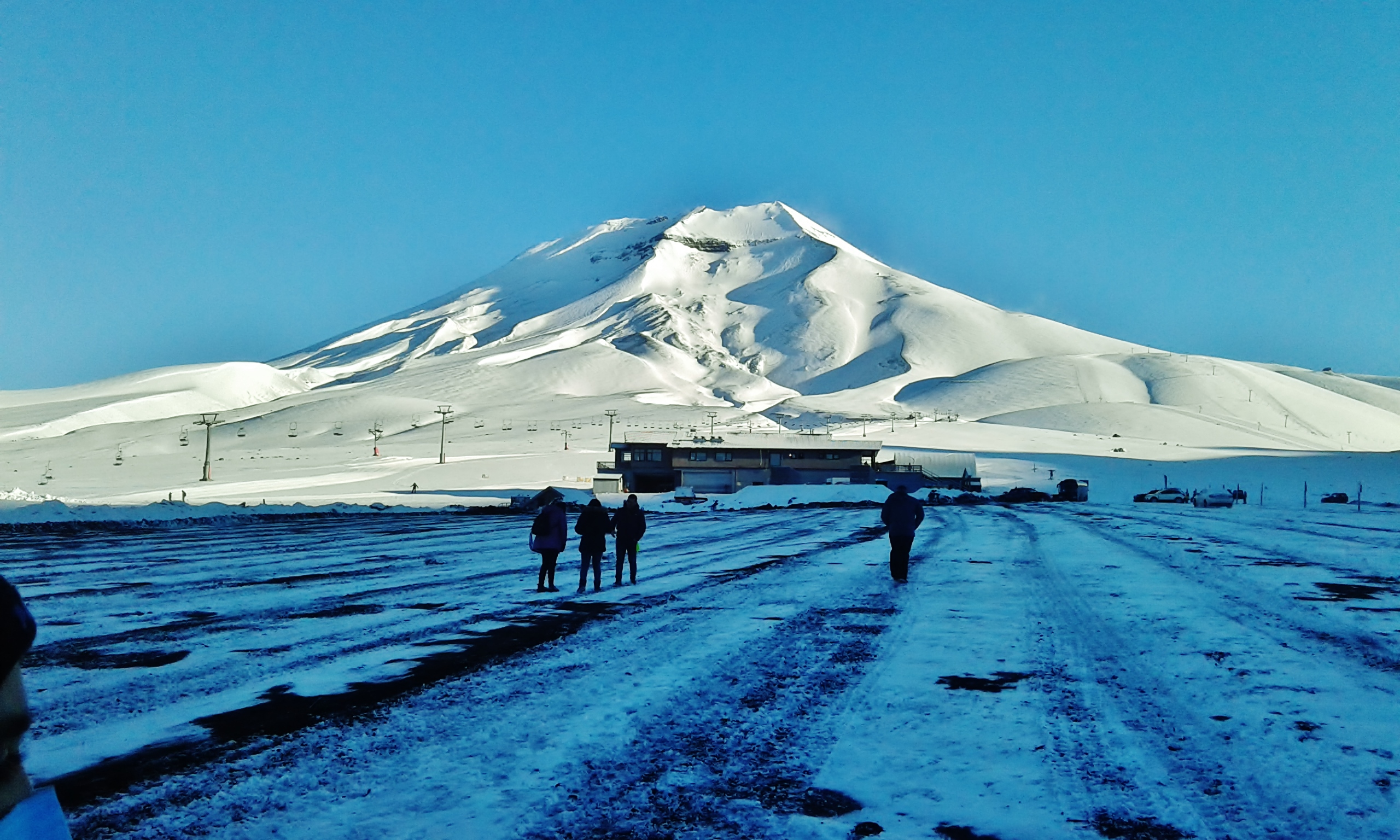
Vista del parque, durante el invierno, a pasos del centro de esquí Corralco.

## Flora
Algunas de las especies con problemas de conservación son:
- Araucaria(Araucaria araucana)
- Ciprés de la Cordillera(Austrocedrus chilensis)

## Fauna
Algunos mamíferos que es posible encontrar:
- guiña (Leopardus guigna)
- Puma austral (Felis concolor puma)
- Pudú (Pudu puda)
- Zorro culpeo común (Lycalopex culpaeus culpaeus)
- Zorro chilla (Lycalopex griseus)

Algunas aves que es posible encontrar:
- Cóndor(Vultur gryphus)
- Carpintero negro(Campephilus magellanicus)
- Becacina (Gallinago paraguaiae)
- Pato cortacorrientes(Merganetta armata)

Algunos reptiles y anfibios que habitan la zona:
- Culebra de cola corta (Tachymenis chilensis)
- Ranita de Darwin (Rhinoderma darwinii)

## Senderos
- Piedra Santa, 7.5 km, 5 h.
- Tres Arroyos, 2.5 km, 1.5 h
- El Raleo, 3.5 km, 2 h
- Las araucarias, 1.5 km, 1.5 h
- El Coloradito, 30 km, 8 h
- Ruta de mountainbike:  Malalcahuello – Lolco, 30km.

## Visitantes
Esta reserva recibe una gran cantidad de visitantes chilenos y extranjeros cada año.
| Año         | 2012   | 2013   | 2014   | 2015    | 2016    | 2017    | 2018    | 2019    | 2020   | 2021    | 2022    | 2023    | 2024    |
| ----------- | ------ | ------ | ------ | ------- | ------- | ------- | ------- | ------- | ------ | ------- | ------- | ------- | ------- |
| chilenos    | 54.124 | 82.576 | 82.164 | 98.628  | 104.237 | 107.130 | 142.111 | 155.253 | 36.632 | 182.552 | 173.231 | 183.177 | 275.862 |
| extranjeros | 1.517  | 1.963  | 2.760  | 4.797   | 4.381   | 5.036   | 5.177   | 5.696   | 1.299  | 0       | 2.835   | 2.863   | 21.761  |
| Total       | 55.641 | 84.539 | 84.924 | 103.425 | 108.618 | 112.166 | 147.288 | 160.949 | 37.931 | 182.552 | 176.066 | 186.040 | 297.623 |